# نهائي كأس الكونفيدرالية الأفريقية 2025
نهائي كأس الاتحاد الأفريقي لكرة القدم 2025 هي المبارة الختامية لكأس الاتحاد الأفريقي لكرة القدم 2024-2025 ، والتي تمثل الموسم الثاني والعشرون من كأس الاتحاد الأفريقي لكرة القدم والموسم الخمسين للمسابقة بوصفها كرة قدم ثانوية للأندية  وتعد ثاني أكبر بطولة أفريقية على مستوى الأندية بعد دوري أبطال أفريقيا  في أفريقيا التي ينظمها الاتحاد الأفريقي لكرة القدم (الكاف).

## الأندية
| فريق       | منطقة                                      | المشاركات السابقة في النهائيات (يشير الخط العريض إلى الفائزين) |
| ---------- | ------------------------------------------ | -------------------------------------------------------------- |
| نهضة بركان | اتحاد شمال أفريقيا لكرة القدم              | 4 ( 2019 ، 2020 ، 2022 ، 2024 )                                |
| سيمبا      | اتحاد شرق ووسط أفريقيا لكرة القدم (سيكافا) | لا أحد                                                         |

## الأماكن
|  |  |

## الطريق إلى المباراة النهائية
ملحوظة: في جميع النتائج أدناه، يتم إعطاء نتيجة المتأهل للنهائي أولاً (د: داخل الديار؛ خ: خارج الديار).
| م | الفريق                | لعب | نقط |
| - | --------------------- | --- | --- |
| 1 | نادي النهضة البركانية | 6   | 16  |
| 2 | نادي ستيلينبوش        | 6   | 9   |
| 3 | لواندا سول ‏           | 6   | 5   |
| 4 | الملعب المالي         | 6   | 4   |

| م | الفريق                  | لعب | نقط |
| - | ----------------------- | --- | --- |
| 1 | نادي سيمبا              | 6   | 13  |
| 2 | شباب قسنطينة            | 6   | 12  |
| 3 | نادي برافوس دو ماكويس ‏  | 6   | 7   |
| 4 | النادي الرياضي الصفاقسي | 6   | 3   |

## الصيغة
أُقيمت المباراة النهائية بنظام الذهاب والإياب .و تم إجراءها على جولتين
في حال تعادل الفريقين في مجموع الأهداف بعد مباراة الإياب، تُطبق قاعدة الأهداف خارج الأرض ، وإذا استمر التعادل، لا يُلعب وقت إضافي ، بل يتم اللجوء مباشرة إلى ركلات الترجيح لتحديد الفائز.

## المباريات

### مباراة الذهاب

#### تفاصيل
|  |

### مباراة الإياب

#### تفاصيل
|  |

## روابط خارجية
- CAFonline.com